# Kingsley's Adventure
Kingsley's Adventure è un videogioco di genere avventura dinamica sviluppato da Psygnosis Camden Studio e pubblicato da Psygnosis per la console PlayStation nel 1999.

## Trama
La storia ha come protagonista Kingsley, una volpe orfana che viene adottata dal re Mario e dalla regina Angelica del Regno della Frutta. Proprio come suo padre, vuole diventare un valoroso cavaliere per difendere il regno in cui vive da eventuali minacce. Kingsley viene così addestrato nel combattimento all'arma bianca e il suo obiettivo è diventare un Cavaliere Vero. Nel frattempo, uno chef di nome Budino Perfido viene espulso dal luogo di lavoro per via un'intossicazione alimentare accidentale e inizia a imparare la magia per tramare la sua vendetta per conquistare il Regno della Frutta. Uno per uno, i quattro cavalieri del Regno della Frutta si recano da Budino Perfido per fermarlo, ma questi sfrutta la magia nera per trasformarli nei suoi malvagi cavalieri della notte personali. Ora Kingsley è l'unico che può salvare il Regno della Frutta.
Il gameplay inizia con Kingsley che viene addestrato da Vecchia Ruga, un tasso che in passato ha addestrato molti cavalieri, quindi lo porta in un percorso a ostacoli dove mette alla prova la sua agilità, il suo stile di combattimento, la sua abilità nel tiro con l'arco e la capacità di risolvere enigmi. Vecchia Ruga poi gli consegna un pugnale che è stato tramandato a ogni apprendista addestrato dopo aver superato la prova da scudiero. Il re spedisce Kingsley alla Città del Mare, dove il pirata Walrus Gallagher, il flagello dei sette mari, ruba il galeone commerciale della città per costringere gli abitanti ad obbedire ai suoi ordini e a quelli del suo padrone, il coccodrillo/dinosauro Rex (precedentemente il Cavaliere della Rana). Dopo la sconfitta di Gallagher, Kingsley viene mandato ad affrontare un grasso drago nella città di Sfortuna, il quale stava mangiando il cibo della gente, ma deve anche ricordarsi di affrontare Judas il Minotauro (in passato il Cavaliere del Coniglio) che tiene il drago sotto il suo controllo. Quindi il re invia Kingsley all'abbazia della Città di Rosmary per risolvere il problema della birra velenosa causato da Clarence un pipistrello/demone che affligge il luogo, e Oscar il demone condor (un tempo il Cavaliere dell'Aquila). L'ultima cosa rimasta da fare è aiutare il mago più amato del regno a recuperare il suo cappotto da Custards Ridley, un dungeon che viene controllato da Rat e l'ultimo cavaliere della notte (ex Cavaliere dell'Orso).
Dopo aver ottenuto tutti gli oggetti ed aver riportato i cavalieri al loro aspetto originario, Kingsley viene inviato all'Isola del Teschio di Budino Perfido, dove quest'ultimo detiene un potente libro sulla magia nera. Lo scontro finale mostra una battaglia tra onore e avidità, con la conseguente morte di Budino Perfido nel calderone bollente della Magia Cattiva e Kingsley riesce a recuperare il libro.
Dopo i titoli di coda viene rivelato che lo stesso Kingsley era il narratore e dice al pubblico di mantenere il suo segreto.

## Modalità di gioco
Lo scopo del gioco è quello di guidare il volpino Kingsley attraverso vari livelli saltando tra le varie piattaforme, affrontando i nemici e risolvendo enigmi di vario tipo. Il gameplay si focalizza principalmente sull'utilizzo delle abilità di spadaccino del personaggio giocabile, che il giocatore dovrà imparare a destreggiare al meglio per sconfiggere i nemici che gli si pareranno dinanzi, a volte impiegando anche l'astuzia. Oltre alla spada, ovvero la prima arma in dotazione, si potranno ottenere in seguito anche un'ascia, una balestra per gli attacchi a lungo raggio e un pugnale, tutti quanti oggetti necessari per battere determinati avversari. Sarà inoltre possibile usufruire di uno scudo, il quale se usato con il giusto tempismo proteggerà Kingsley dagli attacchi delle sue nemesi, ma dovrà fare attenzione, in quanto anche alcuni di questi saranno in grado di fare altrettanto. I vari livelli presenteranno diversi personaggi con cui sarà possibile interagire e dialogare per ottenere informazioni utili sulle varie missioni da compiere, che vedranno il giovane eroe entrare in precise aree ed arrivare fino alla fine sano e salvo. Kingsley inoltre dovrà fare attenzione a quando verrà ferito perché perderà uno dei cuori in suo possesso, che rappresentano la sua salute, una volta che i cuori saranno tutti spariti si perderà una vita, tuttavia sarà possibile ripristinare i cuori aprendo determinati oggetti come ad esempio dei bauli oppure sconfiggendo dei nemici.
All'inizio del gioco, l'equipaggiamento del volpino sarà di base ma potrà migliorarlo nel corso dell'avventura, potenziando l'armatura e la sua forza d'attacco tramite degli aggiornamenti possibili pagando con le monete che si potranno raccogliere in giro, inoltre sarà anche in grado di imparare cinque diversi incantesimi magici, che gli torneranno utili nelle fasi più avanzate della storia. In alcuni casi si verrà sottoposti a degli enigmi che richiederanno il ritrovamento di specifiche chiavi colorate che serviranno ad aprire determinate porte, che una volta sbloccate consentiranno l'accesso immediato in un'altra area; in altri casi invece bisognerà attivare degli interruttori a tempo e spostarsi il prima possibile nell'altra parte del livello prima che questa si chiuda. In aggiunta alle missioni principali, che prevedono il completamento dei livelli e sconfiggere i relativi boss (per un totale di nove), si potrà partecipare anche a degli incarichi secondari e facoltativi, che in varie circostanze potranno essere soddisfatti solamente tornando nel livello con i dovuti miglioramenti delle proprie abilità.

## Sviluppo
Il gioco è stato sviluppato da Psygnosis. Peter Marshall è stato il programmatore del gioco mentre Ron Festejo il produttore.

## Pubblicazione
Il gioco è stato pubblicato per PlayStation in Nord America il 28 settembre 1999 mentre in Europa il 22 ottobre dello stesso anno.
Dopo la sua uscita, ha generalmente goduto di poca attenzione ed è passato prevalentemente inosservato.

## Accoglienza
| Testata           | Giudizio |
| ----------------- | -------- |
| Jeuxvideo.com     | 16/20    |
| VicioJuegos.com   | 58/100   |
| NowGamer          | 60/100   |
| Video Games (DEU) | 63/100   |
| Mega Fun          | 67/100   |
| PlanetStation     | 70/100   |
| Super Play (SWE)  | 84/100   |
| Power Unlimited   | 85/100   |
| AllGame           | [ 16 ]   |
| AVOC              | 7/10     |

Kingsley's Adventure ha ricevuto recensioni medie o positive dalla critica.
Jeuxvideo.com gli ha assegnato un punteggio di 16 su 20.
PlayStation Official Magazine ha descritto il gioco come "stranamente atmosferico" con "immagini impressionanti da cartone animato" ma con "controlli esasperanti".
Enrique López Fernández di VicioJuegos.com affermò che tra i titoli del catalogo PSOne, Kingsley's Adventure non era un'opzione altamente consigliata. Era chiaro che il gioco era destinato ai più piccoli, ma un gameplay così impreciso e la sua elevata difficoltà allontanavano il gioco da questo pubblico. Neanche un giocatore più grande poteva divertirsi seriamente, poiché il sistema di controllo rigido rendeva impossibile ciò. In sostanza era un gioco che poteva essere un'opzione consigliata, dato che su PSOne non erano presenti molti giochi del genere, ma alla fine rimaneva un titolo abbastanza superfluo del lotto.
NowGamer trovò che in generale Kingsley's Adventure avesse preso la direzione sbagliata, dato che si mostrava spesso più restrittivo nel dove andare rispetto a Croc. Kingsley impiegava troppo tempo per fare salti in aria o cambiare direzione quando la situazione lo richiede, lasciando il giocatore a combattere contro il sistema di controllo della volpe. In ogni categoria misurabile, Ape Escape batteva Kingsley's Adventure facilmente. La vastità, il divertimento e l'innovazione del cacciatore di scimmie di Sony avevano spazzato via tutta la concorrenza e non c'era motivo di acquistare un gioco minore come questo.
Un recensore della rivista tedesca Video Games lo trovò davvero difficile. Se inizialmente si poteva pensare a un gioco platform per bambini per via della presentazione e dei personaggi coccolosi, ci si sarebbe dovuti ricedere dopo i primi minuti di gioco. Le sezioni di salto erano estremamente difficili e gli enigmi richiedevano molta intelligenza. Ciò che preoccupava il recensore erano le carenze nel gameplay: la fotocamera a volte si muoveva troppo e la grafica era fastidiosa così come i pop-up. Tuttavia il recensore apprezzò molto la colonna sonora, piacevole da ascoltare con suoni medievali ma sfortunatamente ciò non si applicava ai suoni e al doppiaggio pseudo-parlato, che era davvero fastidioso. Mega Fun, altra testata tedesca, pensò che Kingsley's Adventure che presentasse i seguenti problemi: i giocatori più giovani, che potevano non essere infastiditi dal semplice svolgimento del gioco, avevano maggiori probabilità di essere frustrati dall'abbondanza di salti precisi, soprattutto perché dopo una caduta si è spesso costretti a ripetere completamente i lunghi passaggi, d'altro canto gli adulti che erano abbastanza pazienti da far fronte a questi problemi ricevevano troppa poca attenzione. Lo spazio di manovra era limitato e Kingsley poteva offrire un'avventura solo sotto forma di puzzle ad interruttori convenzionali.
La rivista spagnola PlanetStation affermò che la componente esplorativa e l'abbondanza di enigmi rimandavano, seppure con le dovute distanze, a Lara Croft. Il titolo vorrebbe essere una sorta di Tomb Raider da vivaio, anche se i giocatori più giovani avrebbero fatto più di un capriccio perché le possibilità di disorientarsi o rimanere bloccati erano troppo alte. Insomma, un mix ben intenzionato di platform e avventura, con tocchi di RPG che proprio perché così ambizioso, non prendeva pienamente piede in nessun campo. I più grandi lo avrebbero liquidato come un titolo infantile, ma avrebbe creato un divario tra i bambini più intelligenti e gli amanti dei platform per tutta la vita, lasciando Crash libero di respirare facilmente il suo successo. La testata svedese Super Play trovò la grafica abbastanza semplice e dai grandi dettagli. Sembrava carino e adatto ai bambini, facendo un paragone con i grandi pezzi di LEGO che piacevano ai bambini. L'unica cosa che si rivelava un difetto era la presenza di alcuni bug grafici, come quando Kingsley si avvicina troppo ai muri facendolo improvvisamente guardare nel nulla. Ma alla fine la cosa non si rivelava molto grave rispetto alle grandi dosi di divertimento che offriva. Non troppo diversamente lo accolse l'olandese Power Unlimited, che definì Kingsley come divertente per tutti. Poteva sembrare un po' pomposo, ma sarebbe piaciuto senz'altro ai giocatori di vecchia data.
Cal Nguyen di AllGame considerò Kingsley's Adventure come un gioco che metteva alla prova la pazienza delle persone, ma nel complesso aveva una buona premessa per bambini e famiglie con la sua trama carina e il personaggio principale ancora più carino. Per i fan di Crash Bandicoot e altri fanatici dei platform d'azione e avventura, valeva sicuramente la pena provarlo. Secondo Gianpiero Puleo del sito italiano AVOC il gioco poteva sembrare un gioco con un gran numero di pecche e difetti, ma nel complesso si trattava di un buon titolo, molto divertente e piuttosto longevo che in fin dei conti, non era del tutto rovinato dagli errori di cui era afflitto, ma anzi poteva tenere piacevolmente occupati per molto tempo.